# Psychropotes
Genre
Psychropotes est un genre d'holothuries (concombres de mer) abyssales de la famille des Psychropotidae. Elles ont la rare particularité d'être des holothuries nageuses, équipées d'une grande palmure dorsale.

## Caractéristiques

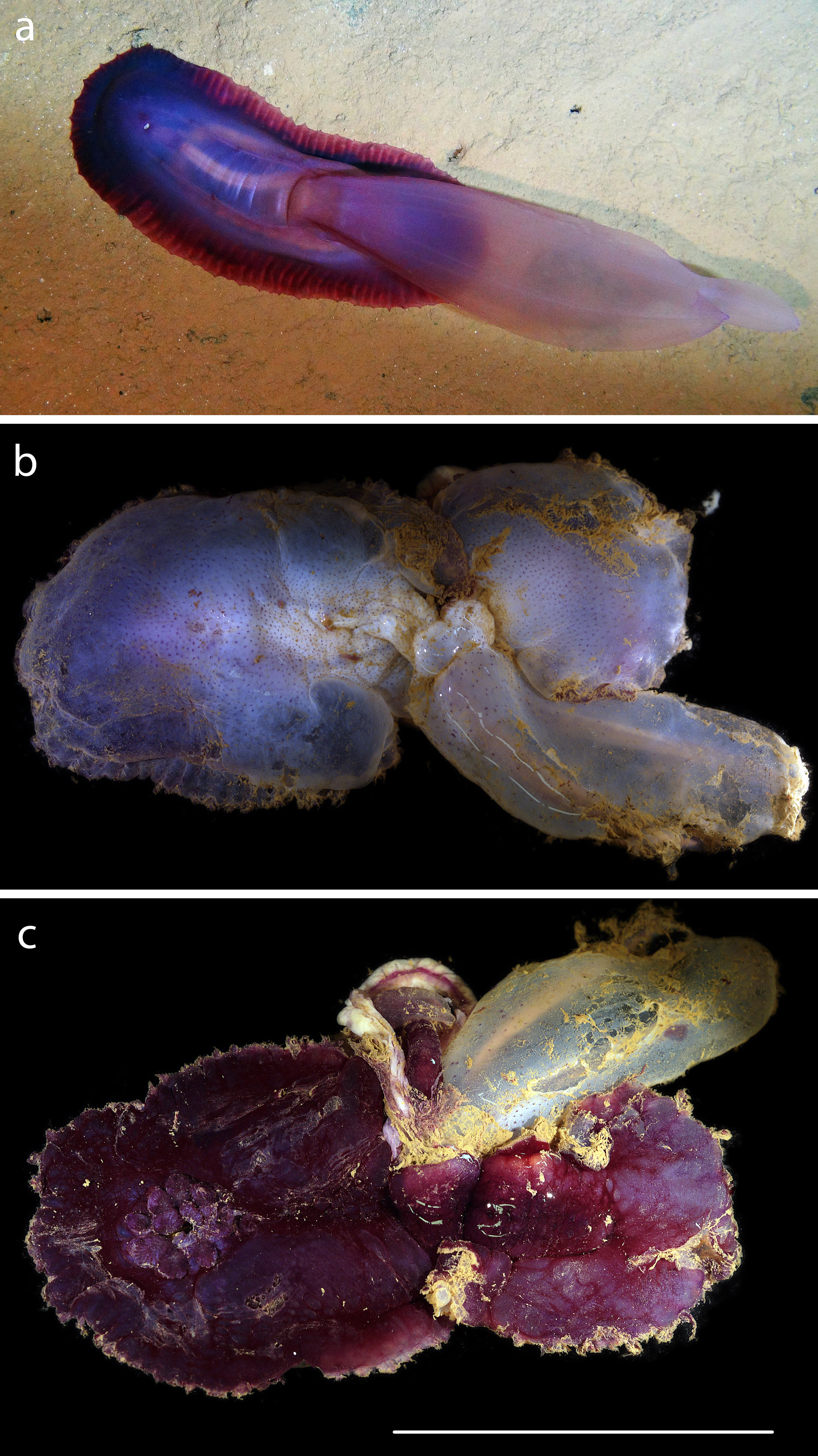
Psychropotes semperiana avant et après récolte.

Ces holothuries ont un corps translucide et très gélatineux, composé principalement d'eau, ce qui leur permet d'avoir un poids très faible dans l'eau. Quand elles se sentent menacées, elles sont capables de nager un moment avant de retomber sur le fond : elles sont donc « benthopélagiques » (même si l'essentiel de leur cycle de vie se déroule quand même sur le fond). Pour ce faire, elles utilisent l'impressionnant appendice en forme de palme qui surmonte leur corps.
Ce genre semble quasiment ubiquitaire dans les abysses, avec des phénomènes de crypto-spéciation.

## Liste des espèces
Selon World Register of Marine Species (10 juillet 2014) :
- Psychropotes belyaevi Hansen, 1975 -- Océan Indien occidental
- Psychropotes buglossa Perrier E., 1886 -- Atlantique européen
- Psychropotes depressa (Théel, 1882) -- Atlantique et peut-être autour de l'Australie
- Psychropotes dubiosa Ludwig, 1893 -- Pacifique est
- Psychropotes dyscrita (Clark, 1920) -- Océan Pacifique
- Psychropotes fuscopurpurea Théel, 1882 -- Océan Austral
- Psychropotes hyalinus Pawson, 1985 -- Hawaii
- Psychropotes longicauda Théel, 1882 -- Océan Indien Austral
- Psychropotes loveni Théel, 1882 -- Nouvelle-Zélande
- Psychropotes minuta (Koehler & Vaney, 1905) -- Océan Indien
- Psychropotes mirabilis Hansen, 1975 -- Océan Indien
- Psychropotes monstrosa Théel, 1882 -- Pacifique froid (nord et sud)
- Psychropotes moskalevi Gebruk & Kremenetskaia in Gebruk et al., 2020 -- Pacifique nord-ouest
- Psychropotes pawsoni Gebruk & Kremenetskaia in Gebruk et al., 2020  -- Pacifique nord-ouest
- Psychropotes raripes Ludwig, 1893 -- Pacifique nord et est
- Psychropotes scotiae (Vaney, 1908) -- Antarctique
- Psychropotes semperiana Théel, 1882 -- Atlantique nord et peut-être Indo-Pacifique
- Psychropotes verrucicaudatus Xiao, Gong, Kou & Li, 2019 -- Mer de Chine du Sud
- Psychropotes verrucosa (Ludwig, 1894) -- Océan Indien occidental
- Psychropotes xenochromata Rogacheva & Billett, 2009 -- Archipel de Crozet

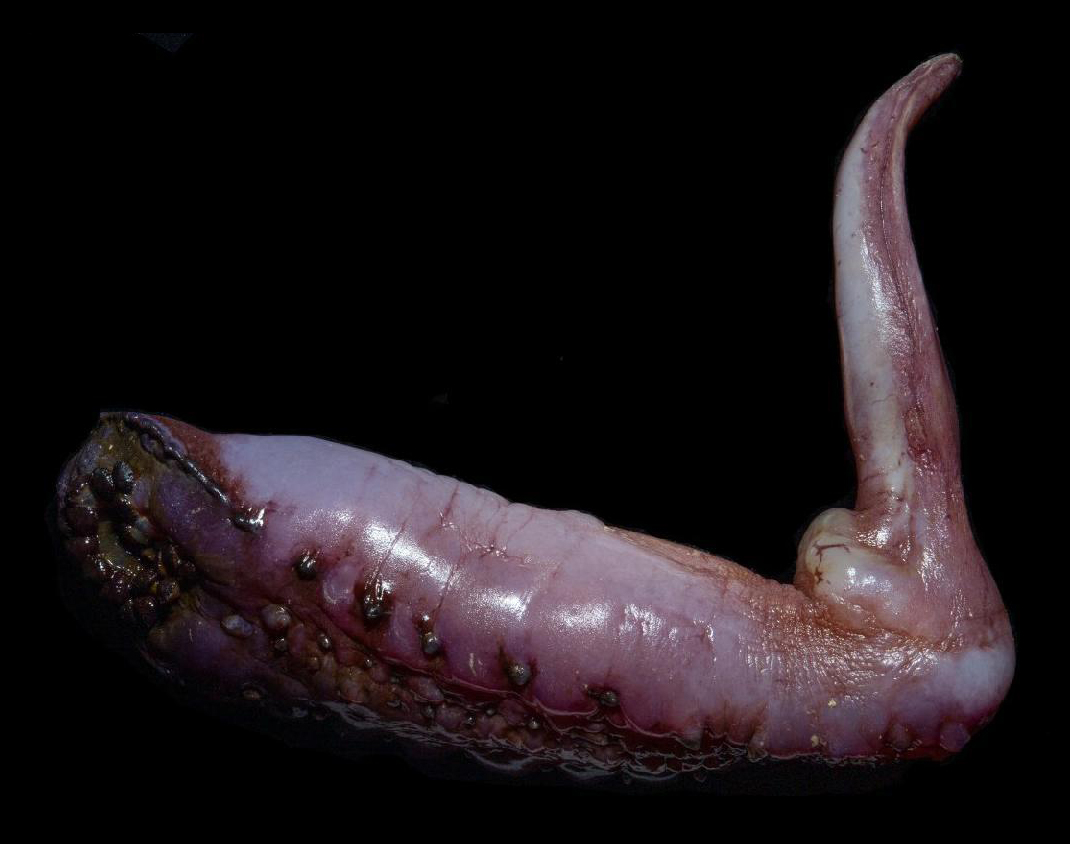
Psychropotes longicauda (en laboratoire)
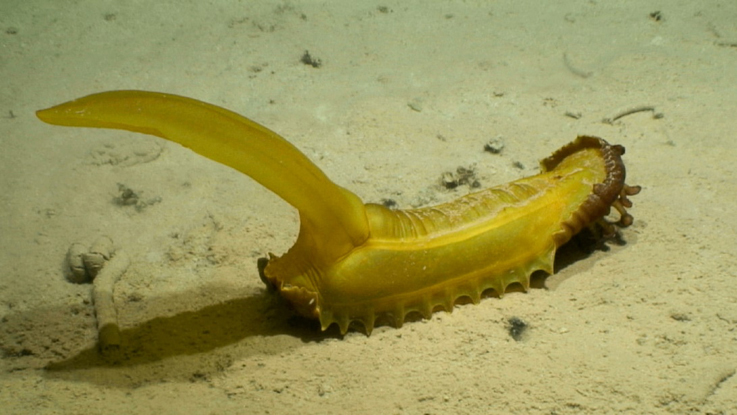
Psychropotes dyscrita
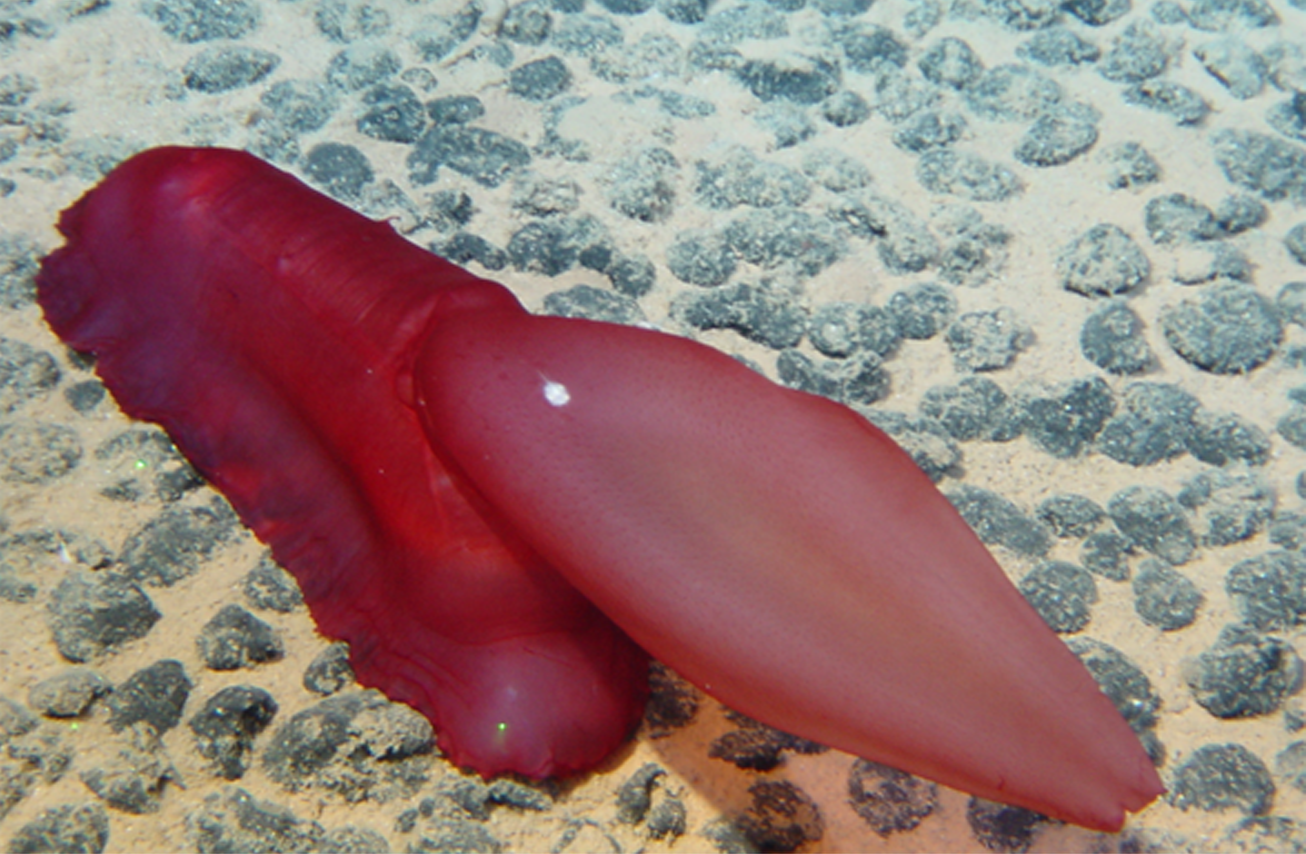
Psychropotes semperiana
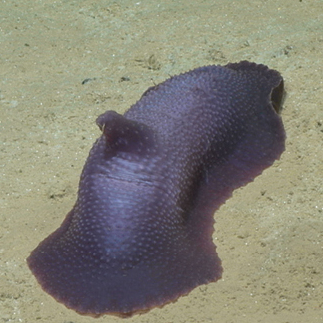
Psychropotes verrucicaudatus
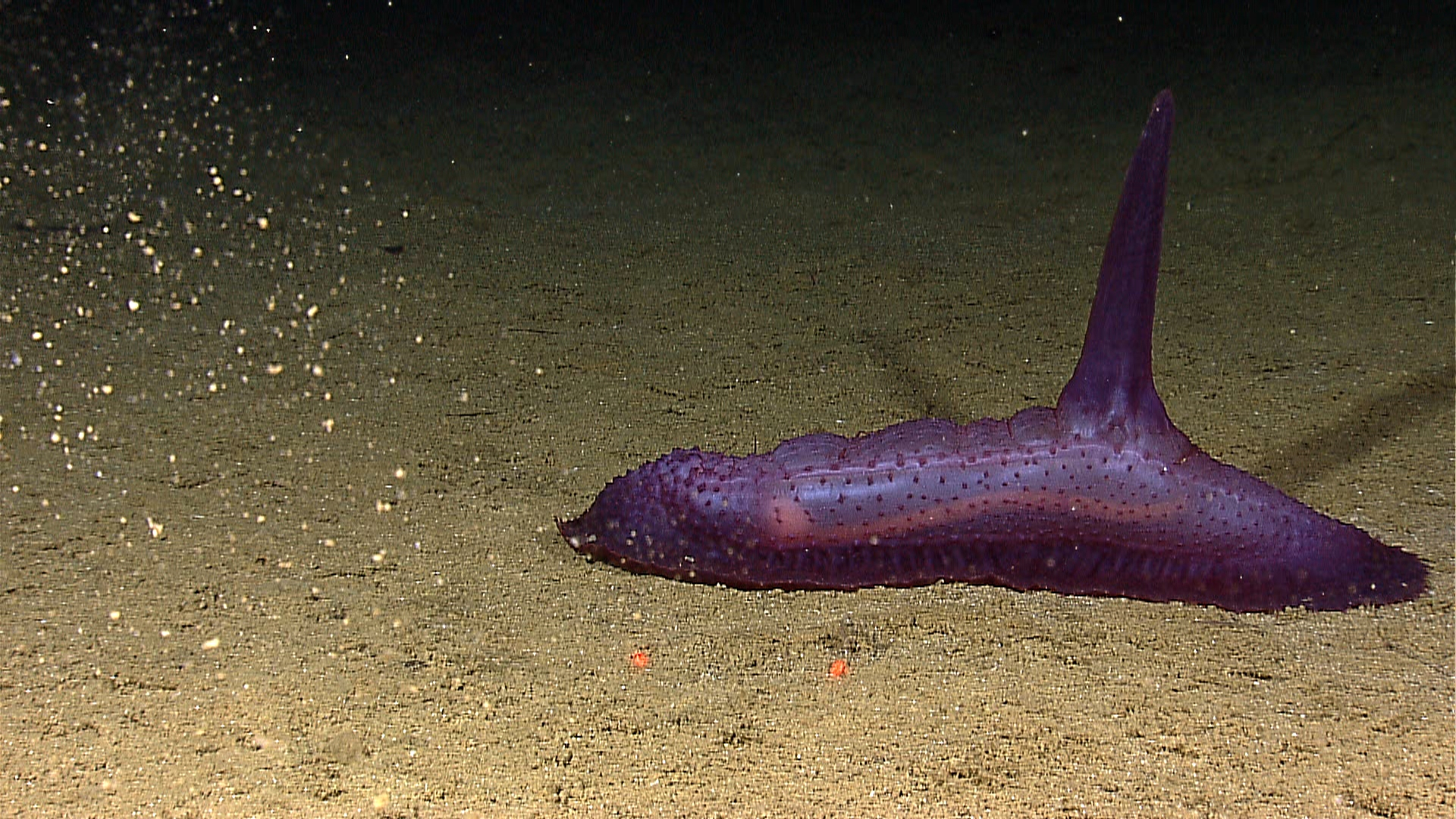
Psychropotes sp.

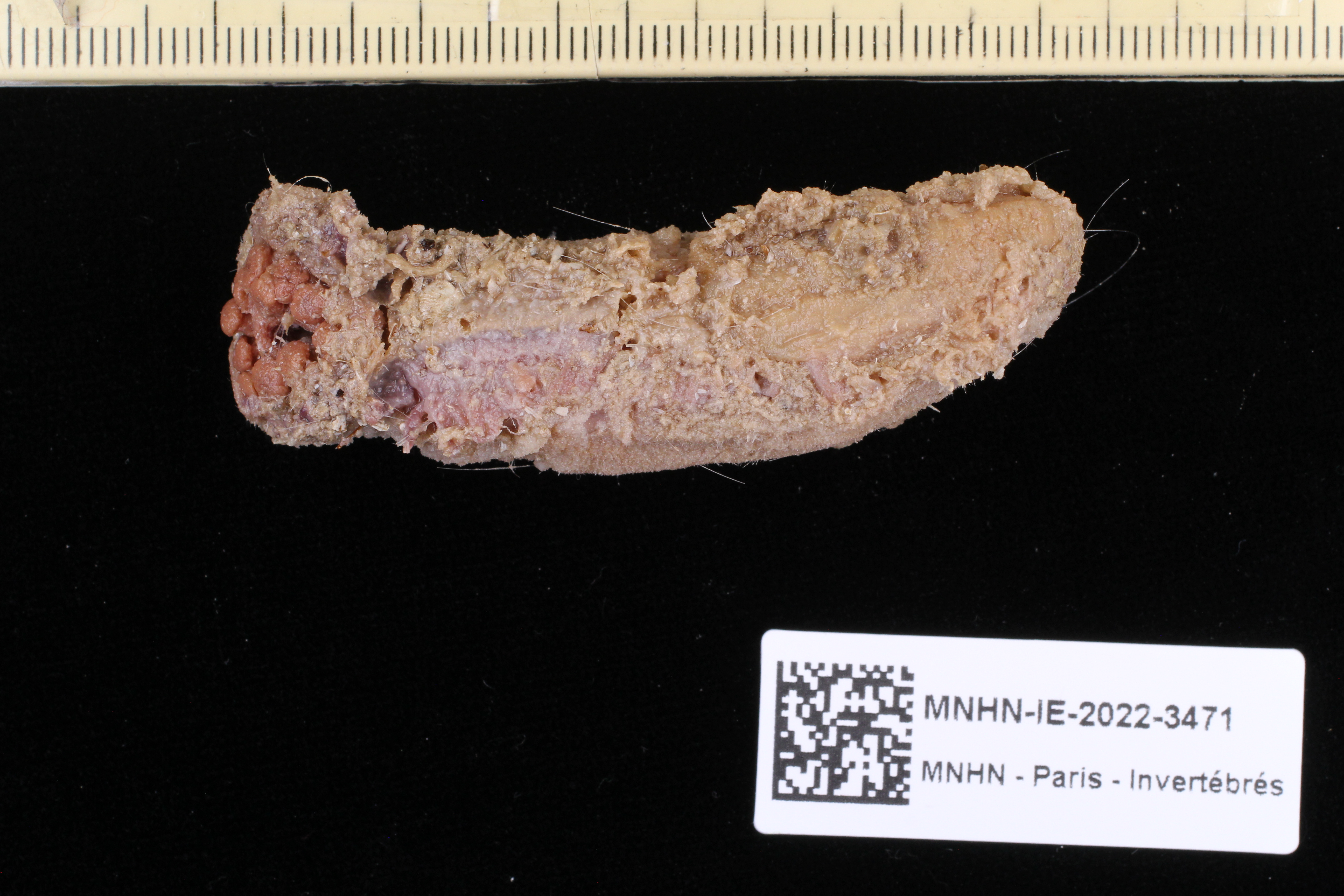
Psychropotes depressa, spécimen conservé
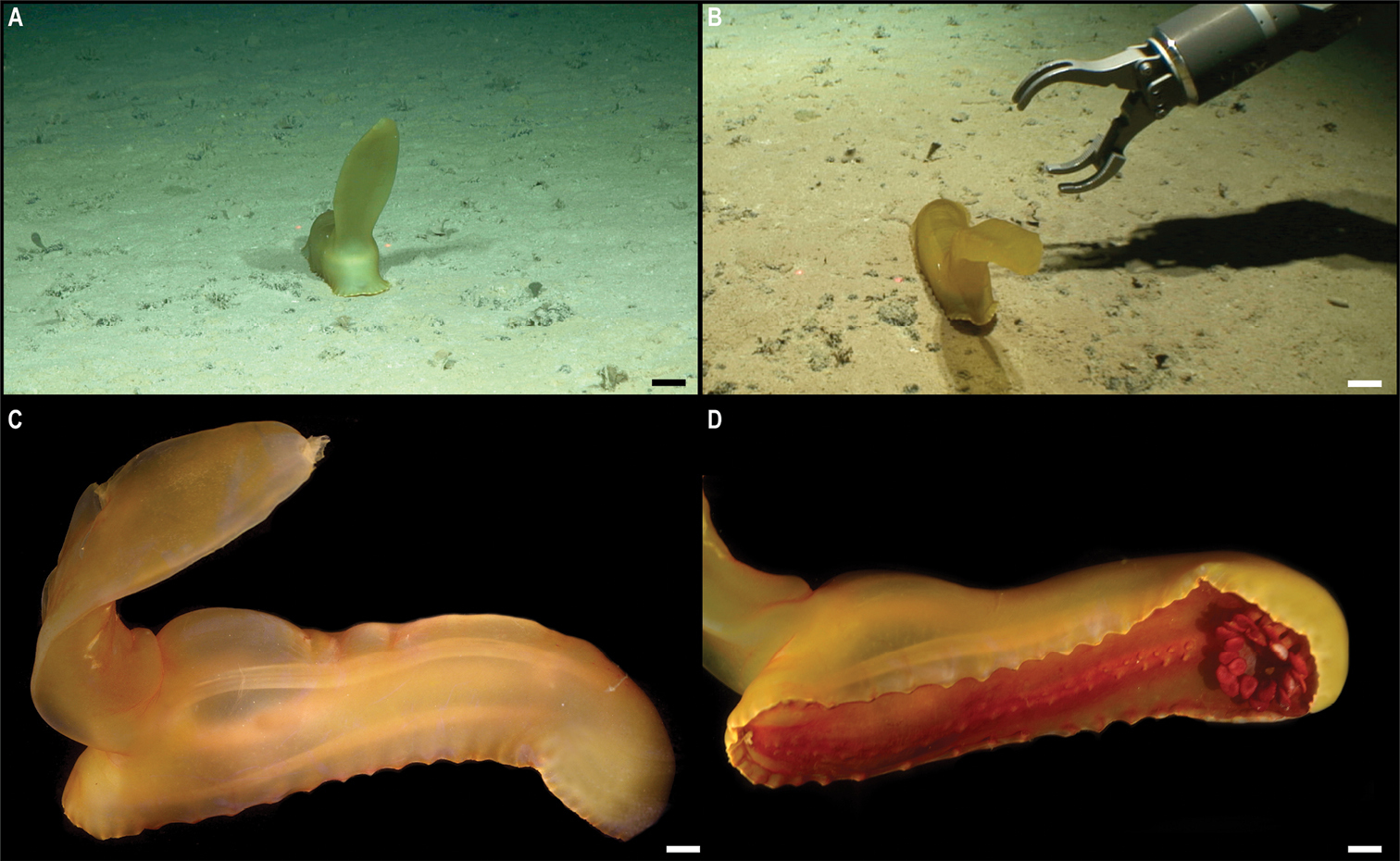
Psychropotes dyscrita, avec détails
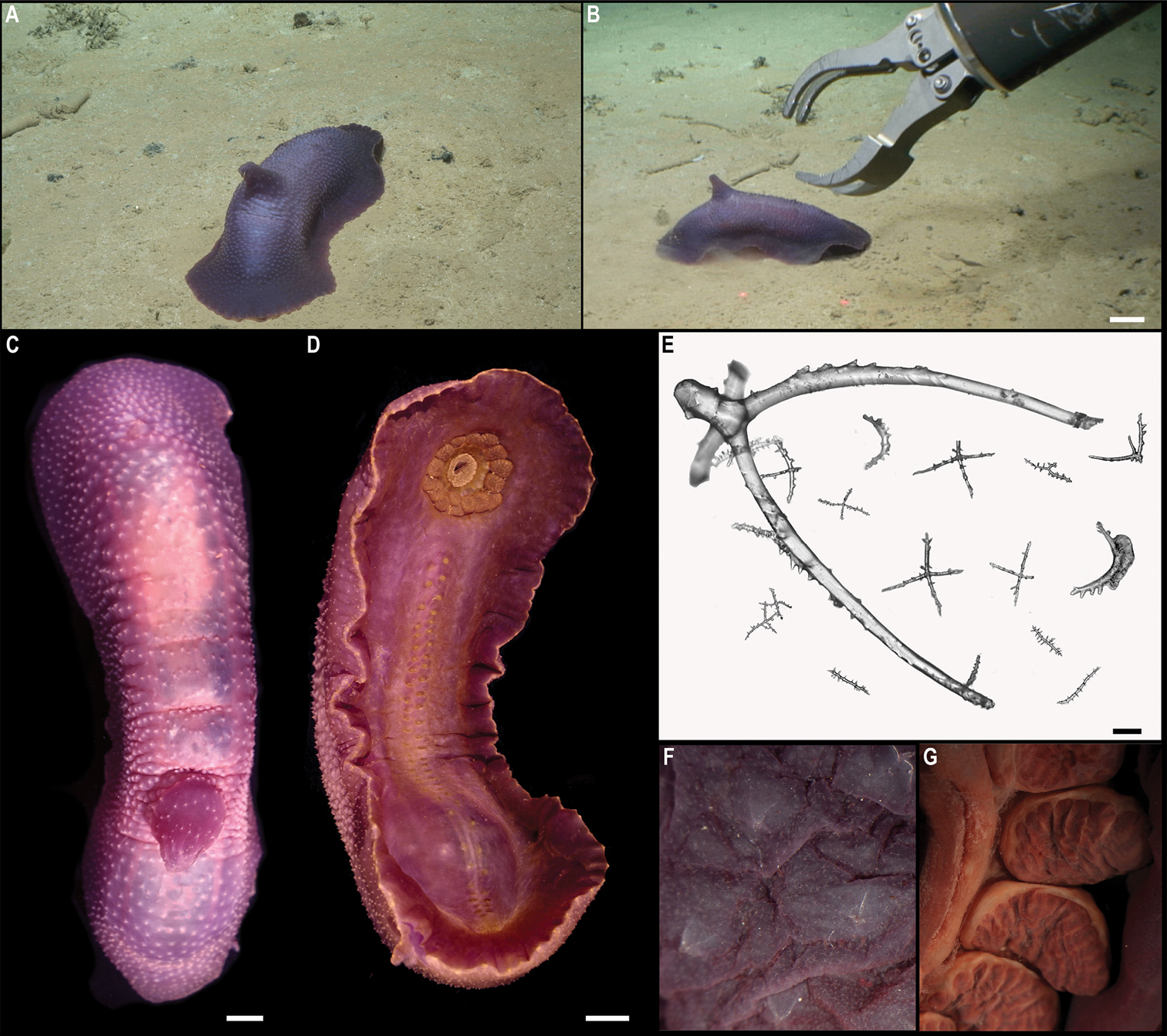
Psychropotes verrucicaudatus, avec détails